# Мореја (митологија)
Мореја (грч. Μωρέας, Μωριάς) је у грчкој митологији била нимфа.

## Митологија
Била је Хамадријада дуда, врсте Morus nigra, или дивље маслине, кћерка Оксила и Хамадријаде.